# For He's a Jolly Good Fellow
For He's A Jolly Good Fellow est une chanson extrêmement populaire dans les pays de culture anglaise, où elle est utilisée pour féliciter un individu dans toutes sortes d'occasions — anniversaire, mariage, célébration d'un succès sportif, universitaire, professionnel, etc. Sa mélodie vient de France, puisqu'elle est empruntée à Malbrough s'en va-t-en guerre, qui aurait été composé immédiatement à la suite de la bataille de Malplaquet (1709).

## Version britannique
For he's a jolly good fellow, for he's a jolly good fellow
For he's a jolly good fellow (pause), and so say all of us
And so say all of us, and so say all of us
For he's a jolly good fellow, for he's a jolly good fellow
For he's a jolly good fellow (pause), and so say all of us!

## Version américaine
For he's a jolly good fellow, for he's a jolly good fellow
For he's a jolly good fellow (pause), which nobody can deny
Which nobody can deny, which nobody can deny
For he's a jolly good fellow, for he's a jolly good fellow
For he's a jolly good fellow (pause), which nobody can deny!
De nos jours, on peut chanter soit « For he's a jolly good fellow » soit « For she's a jolly good fellow », selon que la personne concernée est un homme ou une femme.

## Version française
Car c'est un bon camarade, Car c'est un bon camarade
Car c'est un bon camarade (pause), personne ne dira le contraire
Personne ne dira le contraire, personne ne dira le contraire
Car c'est un bon camarade, Car c'est un bon camarade
Car c'est un bon camarade (pause), personne ne dira le contraire!

## Version espagnole
Porque es un muchacho excelente, porque es un muchacho excelente
Porque es un muchacho excelente, y siempre lo será.
Y siempre lo será, y siempre lo será.
Porque es un muchacho excelente, porque es un muchacho excelente
Porque es un muchacho excelente, y siempre lo será!

## Version espagnole (Amérique latine)
Porque es un buen compañero, porque es un buen compañero
Porque es un buen compañero (pausa), y nadie lo puede negar
y nadie lo puede negar, y nadie lo puede negar
Porque es un buen compañero, porque es un buen compañero
Porque es un buen compañero (pausa), y nadie lo puede negar!

## Version italienne
Perché è un bravo ragazzo, perché è un bravo ragazzo
perché è un bravo ragazzo (pause), nessuno lo può negar
Nessuno lo può negar, nessuno lo può negar
Perché è un bravo ragazzo, perché è un bravo ragazzo
perché è un bravo ragazzo (pause), nessuno lo può negar!

## Version portugaise
Ele é um bom companheiro, ele é um bom companheiro
Ele é um bom companheiro (pause), ninguém pode negar
ninguém pode negar, ninguém pode negar
Ele é um bom companheiro, ele é um bom companheiro
Ele é um bom companheiro (pause), ninguém pode negar!